# Гранжа (Сеара)
Гранжа (порт. Granja)  —  муниципалитет в Бразилии, входит в штат Сеара. Составная часть мезорегиона Северо-запад штата Сеара. Входит в экономико-статистический  микрорегион Литорал-ди-Камосин-и-Акарау. Население составляет 53 645 человек на 2006 год. Занимает площадь 2 697,202 км². Плотность населения — 19,9 чел./км².

## История
Город основан в 1776 году.

## Статистика
- Валовой внутренний продукт на 2004 составляет 87.029.000,00 реалов (данные: Бразильский институт географии и статистики).
- Валовой внутренний продукт на душу населения на 2004 составляет 1.671,00 реалов (данные: Бразильский институт географии и статистики).
- Индекс развития человеческого потенциала на 2000 составляет 0,554 (данные: Программа развития ООН).

## География
Климат местности: полупустыня.